# Palazzo dei Normanni
El Palazzo dei Normanni (en español: Palacio de los Normandos), también conocido como Palacio Real, es un palacio ubicado en Palermo, Italia, que fue sede de los reyes de Sicilia y del Parlamento siciliano. El edificio es la residencia real más antigua de Europa; y fue la residencia privada de los gobernantes del Reino de Sicilia y la sede imperial de Federico II y Conrado IV. 
El palacio contiene la Capilla palatina, considerado el mejor ejemplo del estilo denominado árabe-normando-bizantino que predominó en la Sicilia del siglo XII. Los mosaicos, el techo de madera y las incrustaciones de mármol de la parte inferior de las pares y el suelo son muy finos.

## Historia
Su construcción se inició en el siglo XII por Rogelio II y otros reyes normandos.
Del propio palacio, la mayor parte fue reconstruida y ampliada como castillo en épocas españolas, pero han sobrevivido algunas partes de las trabajadas en la época de Rogelio II. 
Desde 1947, el palacio alberga la Asamblea Regional Siciliana.
En julio de 2015, el conjunto «Palermo árabe-normando y las catedrales de Cefalú y Monreale» fue incluido en la lista del patrimonio de la Humanidad por la Unesco. El palacio Real es uno de los nueve bienes individuales que comprende la declaración (con el ID 1487-001).

## Galería de imágenes

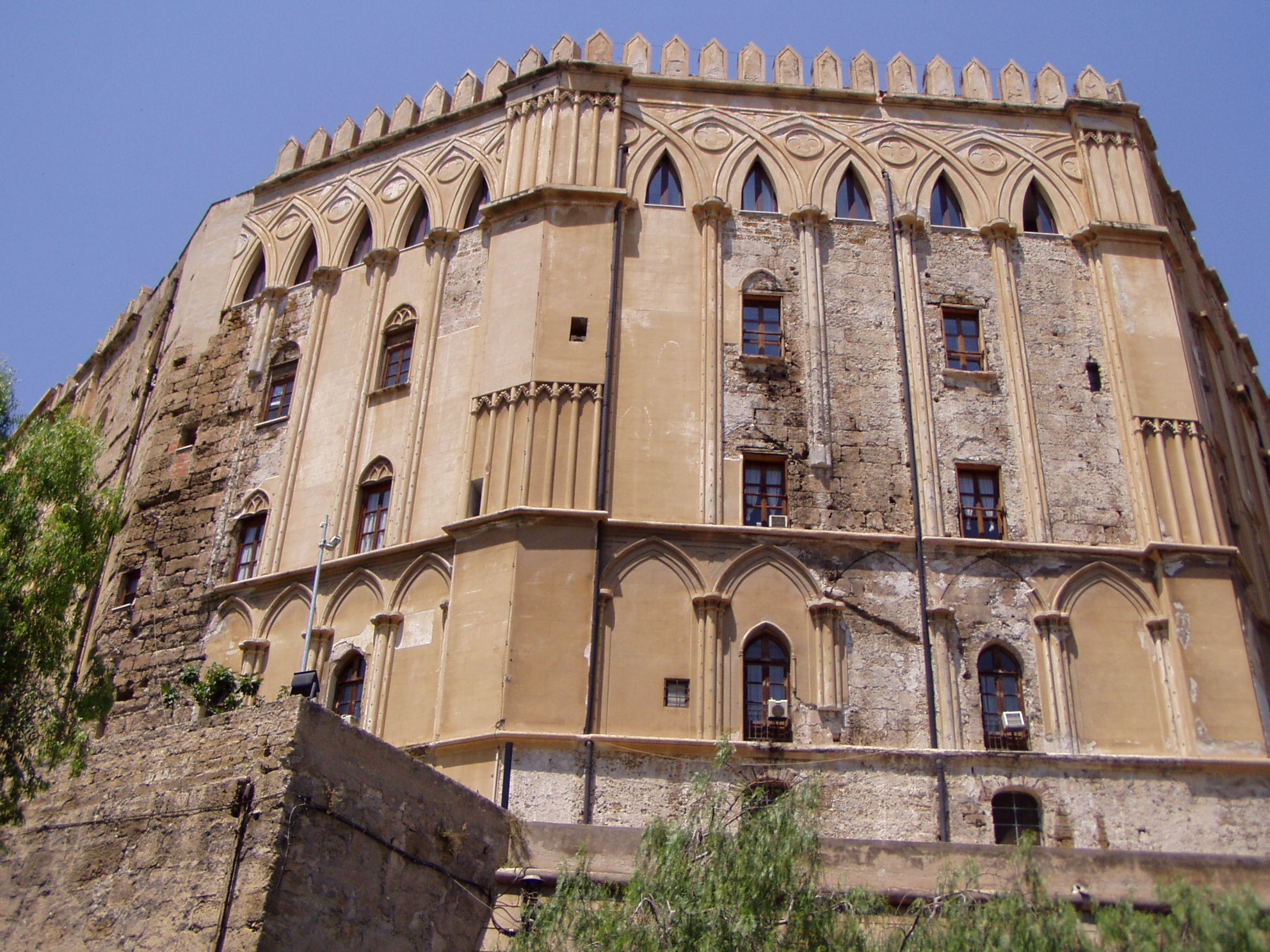
Palacio de los Normandos, Palermo.
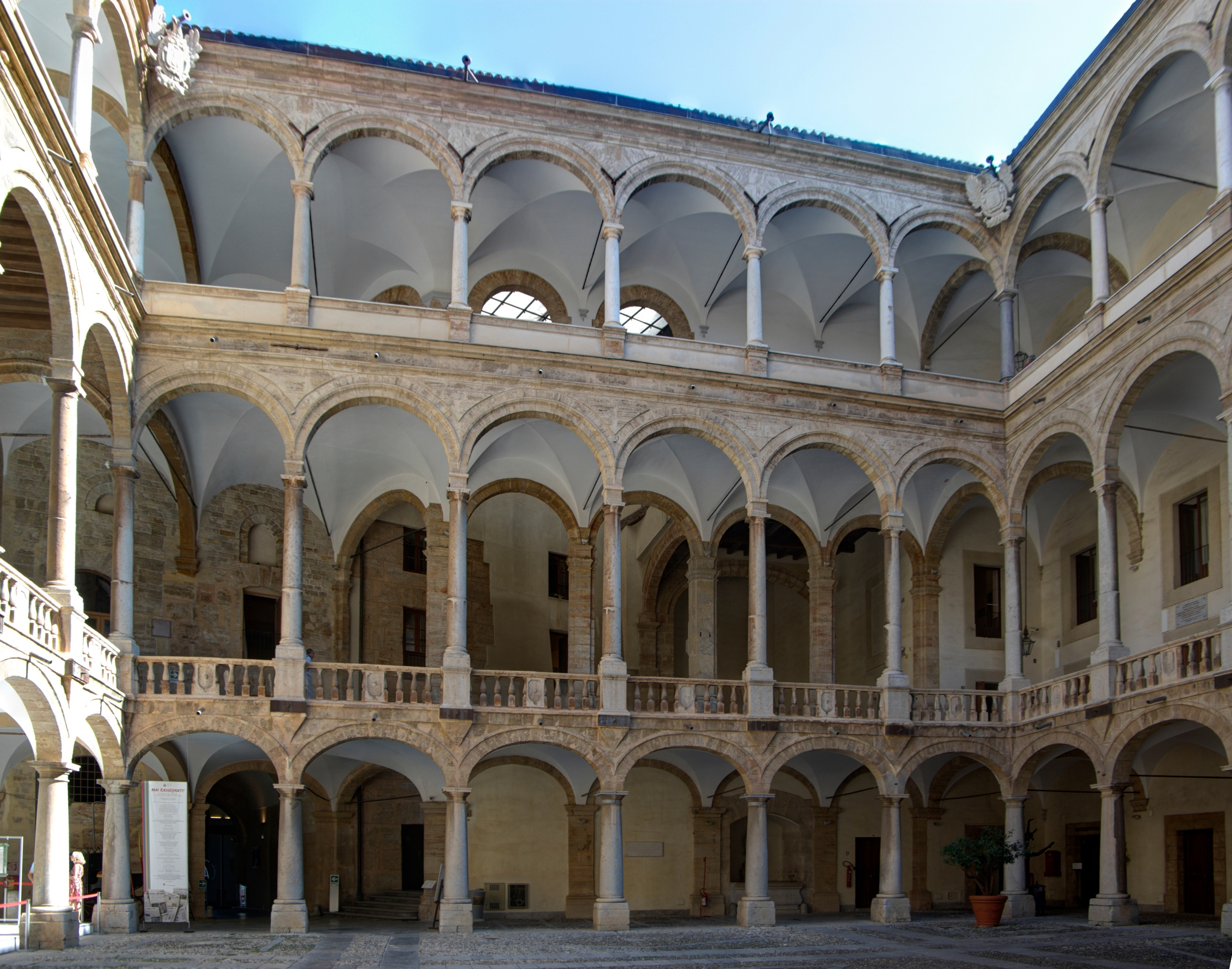
El Palacio y la Capilla palatina.
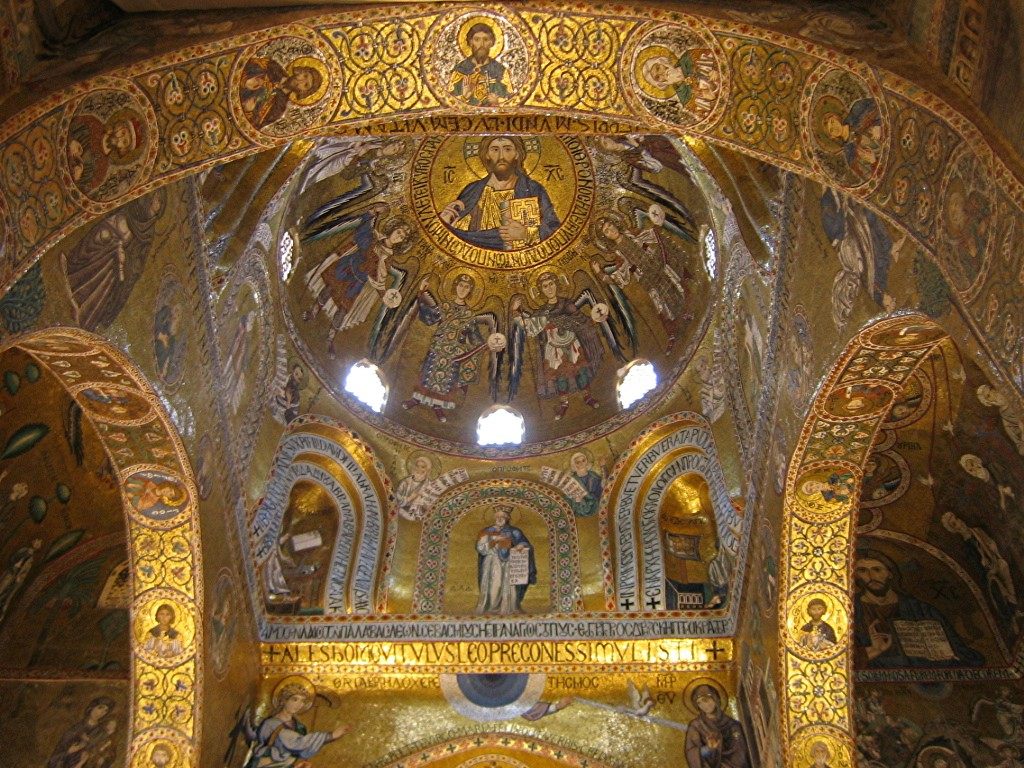
Mosaico del Cristo Pantocrátor, en el ábside central.
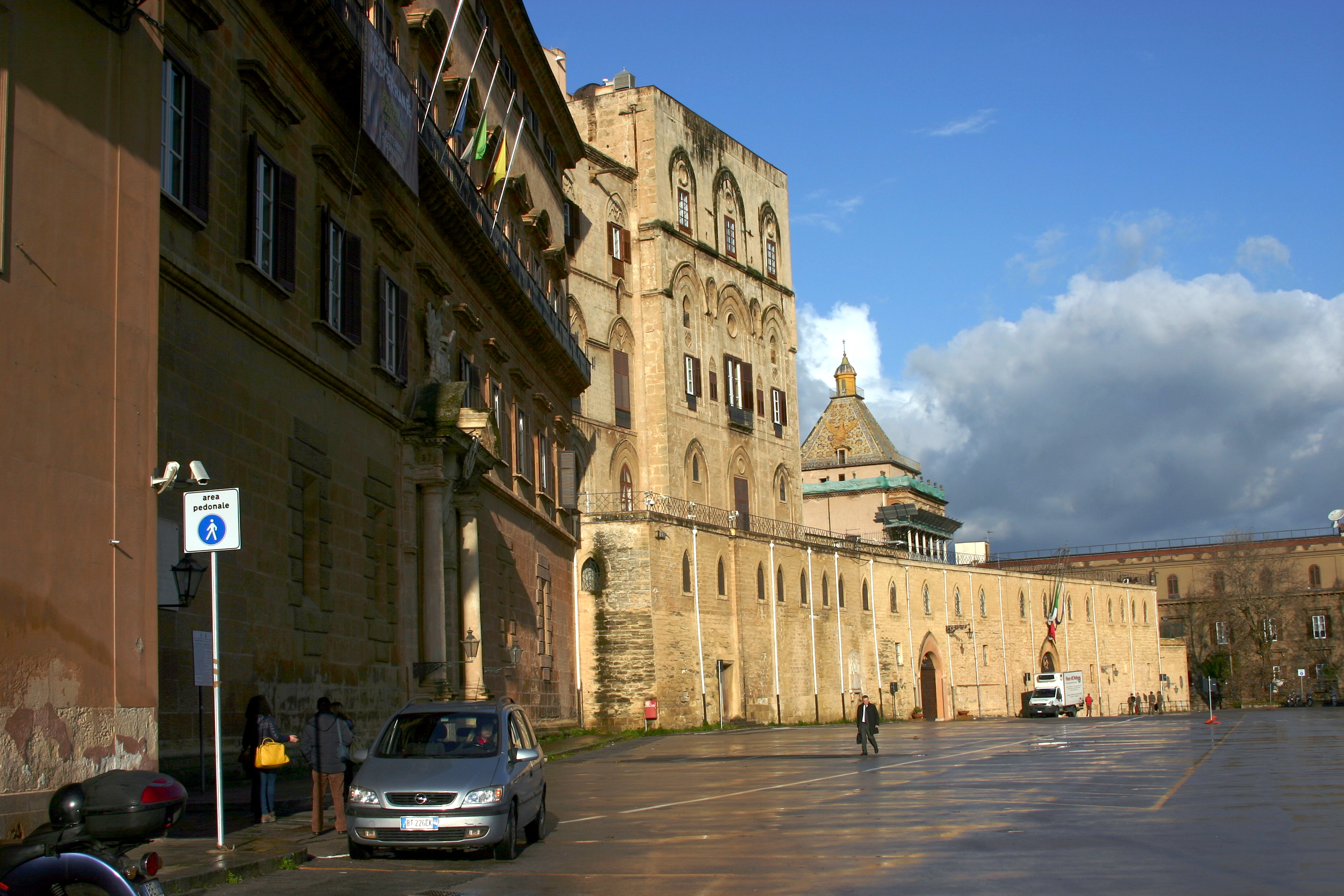
El palacio
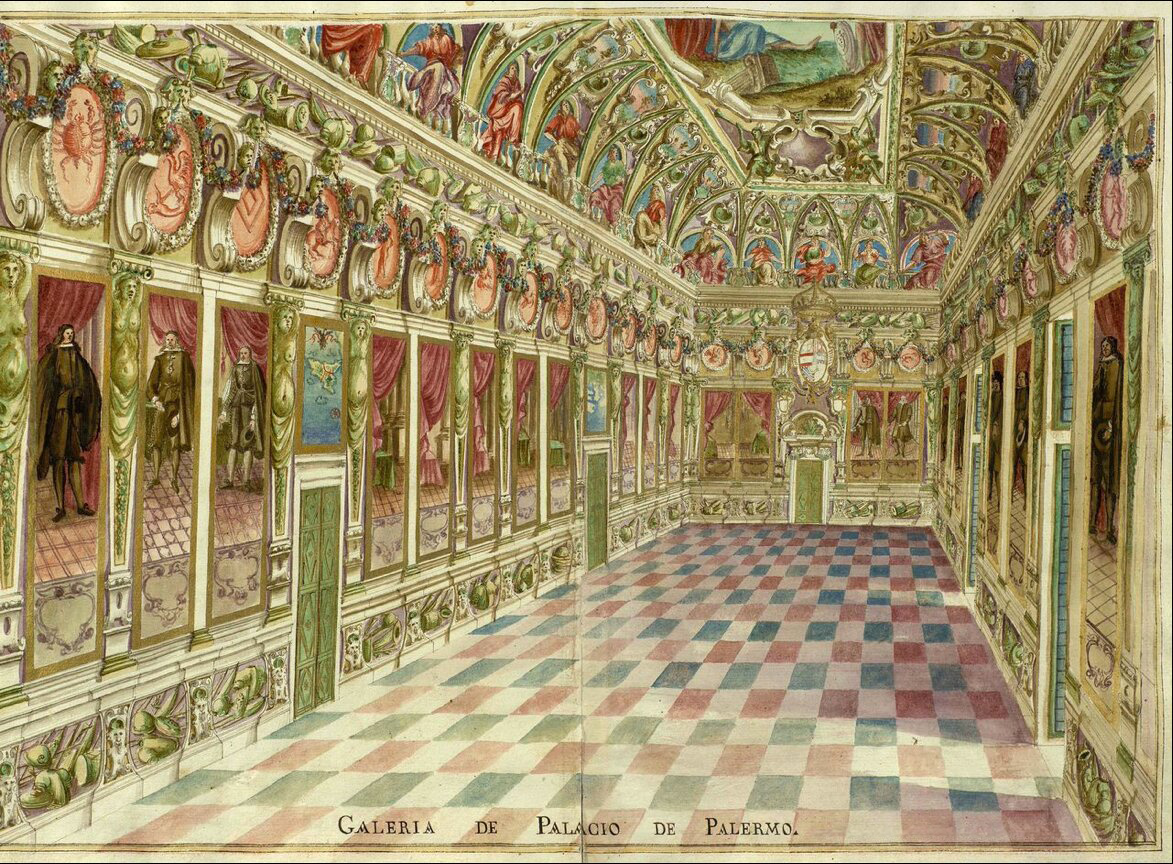
Galeria de Palacio de Palermo, in Teatro Geografico antiguo y moderno del Reyno de Sicilia (1686). Madrid, Biblioteca del Ministerio de Asuntos Exteriores y Cooperación